# Ресурси і запаси кобальту
Ресурси і запаси кобальту (рос. ресурсы и запасы кобальта, англ. cobalt resources and reserves, нім. Ressourcen f pl und Vorräte m pl an Kobalt) –

## Загальна характеристика
Світові ресурси кобальту (виявлені і прогнозні) на кінець ХХ ст. (1998) оцінені в 470 млн т. Майже 97 % їх (455 млн т) складають прогнозні ресурси, бл. 446 млн т, з яких укладено в кобальтвмісних конкреціях і кірках на дні Світового океану і лише бл. 9 — 15 млн т — у надрах континентів. Розвідані запаси кобальту складають бл. 4 млн т.
Провідне місце за запасами кобальту займає Африка: на неї припадає 38 % загальних і 45,5 % підтверджених світових запасів кобальту; найбільш забезпечені країни — Демократична Республіка Конго і Замбія. Далі йде Америка — відповідно, 25 і 21,4 %, тут найбільші запаси зосереджені на Кубі і в Канаді. На Азію припадає 18 % загальних і 10,5 % підтверджених запасів кобальту, велика частина належить Індонезії, Китаю і Філіппінам. Австралія і Океанія володіють 14 % загальних і 16,5 % підтверджених світових запасів кобальту. І, нарешті, в Європі знаходиться 5,8 % загальних і 3,6 % підтверджених запасів світу.
Виділяють чотири геолого-промислових типи родовищ кобальту: кобальт-нікелеві латеритні (силікатні) — 60 % виявлених світових ресурсів і 48,5 % загальних запасів кобальту; мідно-кобальтові стратиформні (23 % і 43,1 %, відповідно), сульфідні мідно-нікелеві (14 % і 7,2 %) і кобальтові арсенідні (0,1 % запасів). Крім того, кобальт попутно добувають з колчеданно-поліметалічних, скарново-магнетитових і деяких інших руд (1 % світових запасів кобальту). Роботи по вивченню дна Світового океану дають підставу вважати, що буде виділений новий геолого-промисловий тип родовищ кобальтвмісних утворень дна океану. Ресурси кобальту океану грандіозні і перевершують ресурси родовищ на суші не менш ніж в 35 раз.
Латеритні кобальт-нікелеві родовища поширені на Кубі, Філіппінах, у Новій Каледонії, Індонезії, Папуа-Новій Ґвінеї, Австралії і інших країнах. Стратиформні мідно-кобальтові родовища, відомі тільки в Демократичній Республіці Конго, Замбії і Уганді. Сульфідні мідно-нікелеві родовища різного масштабу зустрічаються в Канаді, Росії, Фінляндії, Австралії, Китаї, Ботсвані, Зімбабве, Танзанії, ПАР і на Мадагаскарі.

## По країнах

Демократична Республіка Конго (ДРК) має в своєму розпорядженні найбільші у світі запаси кобальту. Мідно-кобальтові родовища стратиформного типу приурочені до одного з найбільших районів розвитку мідистих пісковиків Катанга-Родезійського Мідного пояса Центральної Африки. На території ДРК Мідний пояс проходить по південній частині країни, в провінції Шаба (Катанга) і має протяжність 300 км. Потужність рудних тіл — від 2 до 35 м, довжина за простяганням — від десятків метрів до 1 км. Виразно виражена зона окиснення потужністю бл. 70–80 м. Зона повторного збагачення виявлена слабко. Середній вміст кобальту в первинних сульфідних рудах становить 0,1-0,5 %, рідше — 1-2 %, в окиснених — до декількох процентів.
Куба займає друге місце у світі за кількістю запасів кобальту. Кобальтвмісні родовища острова належать до латеритного кобальт-нікелевого геолого-промислового типу і пов'язані з четвертинною корою вивітрювання на серпентинізованих гарцбургітах. Плащоподібні рудні тіла мають потужність від 1–5 до 10–20 м. Вміст кобальту — бл. 0,2 %.
У Новій Каледонії — яка є третьою у світі за запасами кобальту, родовища також належать до латеритного кобальт-нікелевого геолого-промислового типу. Рудоносні кори вивітрювання неоген-четвертинного віку приурочені до серпентинізованих перидотитів і займають третину поверхні острова. Потужність кори вивітрювання 20–100 (150) м. Виділяються рудні горизонти залізистих латеритів (0,1-0,2 % кобальту) і ґарнієрит-серпентинітових порід (0,02-0,1 %). Потужність рудних покладів, що розробляються, 1,8–9 м, глибина залягання — 3–9 м.
Замбія займає четверте місце у світі за підтвердженими запасами кобальту. Як і в ДРК, кобальтові родовища тут приурочені до Мідного пояса Центральної Африки, південно-східна частина якого захоплює північ країни і простягається вздовж кордону з ДРК більш ніж на 200 км при ширині 40–60 км. Але на відміну від конголезьких родовищ, де руди характеризуються високими вмістами кобальту, в родовищах Замбії руди істотно мідні, а середній вміст кобальту в первинних сульфідних рудах, які в Замбії переважають, становить лише 0,08-0,2 %, в окиснених — 0,75-0,9 %.
Індонезія має значні запаси кобальту, укладені в латеритних кобальт-нікелевих родовищах, приурочених до четвертинної кори вивітрювання гарцбургітів. Рудні тіла плащоподібної форми мають потужність 5–30 м. Середній вміст кобальту в рудах 0,1-0,12 %.
У Австралії підтверджені запаси кобальту в останні роки ХХ ст. зросли приблизно в 5 раз, а загальні — у півтора рази. Вміст кобальту в рудах 0,06-0,09 %.
Канада. Основу нікелевої і кобальтової промисловості Канади складають сульфідні кобальт-мідно-нікелеві родовища рудних районів Садбері, Томпсон, Реглан і Войсі-Бей. Рудні поклади мають форму пластів, лінз і жил потужністю від перших метрів до 120 м. Протяжність тіл за простяганням і падінням — від декількох десятків до декількох сотень метрів. Середній вміст кобальту в рудах 0,05 %.
Росія має значні запаси кобальту, що зосереджені в Норильському рудному районі Красноярського краю. Вони укладені в розшарованих інтрузивах габро-долеритової формації мезозойського віку. Крім того, на Печенгському рудному полі Мурманської обл., Уфалейському районі, рудних районах Уралу і на родовищі Хову-Акси в Туві. У Норильському рудному районі в сульфідних кобальт-мідно-нікелевих рудах сконцентровано 72 % загальних запасів кобальту Росії. З аналогічними рудами пов'язані запаси кобальту в межах Печенгського рудного поля (бл. 10 % загальних запасів країни). Вміст кобальту в норильських рудах становить 0,03-0,2 %, в печенгських досягає 0,07 %. На Уралі в силікатних кобальт-нікелевих рудах знаходиться бл. 17 % загальних запасів кобальту Росії. Руди пов'язані з мезозойською корою вивітрювання серпентинітів; вміст кобальту 0,04-0,06 %.
Ресурси кобальту в Україні незначні: підтверджені запаси 8 тис. т (0,1 % світових), вміст кобальту 0,04 %. За іншими даними — загальні балансові запаси кобальту 9,74 тис. т, сер. вміст металу 0,045 %, забалансові — 8,4 %. Самостійних родовищ не виявлено. Державним балансом запасів к.к. кобальт враховується в 10 комплексних родовищах силікатного нікелю Побужжя та Середнього Придніпров'я, де він є супутнім елементом. На початку ХХІ ст. розроблялися два родовища — Деренюхське та Липовеньківське, але кобальт окремо не вилучається, а переробляється у феронікель разом із нікелем.
В Україні балансові запаси руд кобальту станом на 01.01.2020 р. складали (тис.т): A+B+C1 26677.00; С2 — 2888.00. Балансові у розробці: A+B+C1 1813.80.